# Lista de DC Archive Editions
DC Archive Editions são edições de capa dura reimpressas de histórias de quadrinhos da Era de Ouro e Era de Prata de propriedade da DC Comics, mesmo as que não tenha sido editadas originalmente pela DC. The Spirit Archives, T.H.U.N.D.E.R Agents Archives, Mad Archives, e Elfquest Archives não são tecnicamente parte da série 'DC Archive Edition', pois a DC não possui a propriedade/personagens, mas foram licenciados pelos titulares dos direitos autorais (No caso de Mad, a propriedade da empresa-mãe da DC). No entanto, estas séries não-DC Archive Edition* foram incluídas na lista aqui. 
| Título                                       | Vol. # | Primeira edição | Anos incluídos             | Material coletado | ISBN                   |
| -------------------------------------------- | ------ | --------------- | -------------------------- | --- | ---------------------- |
| The Action Heroes Archives                   | 1      | 2004            | 1960–1961, 1965–1966       | Capitão Átomo da Space Adventures #33–40, #42; Captain Atom #78–82 | ISBN 1-4012-0302-7     |
| The Action Heroes Archives                   | 2      | 2007            | 1966–1968, 1974–1975       | Histórias do Capitão Átomo da Captain Atom #83–89; Histórias do Besouro Azul da Captain Atom #83–86; Blue Beetle #1–5; Charlton Portfolio #9–10; Charlton Bullseye #1–2; Histórias do Questão da Blue Beetle #1–5; Mysterious Suspense #1; Charlton Bullseye #5                                                        | ISBN 1-4012-1346-4     |
| Adam Strange Archives                        | 1      | 2003            | 1958–1960                  | Showcase #17–19; Mystery in Space #53–65 | ISBN 1-4012-0148-2     |
| Adam Strange Archives                        | 2      | 2006            | 1961–1962                  | Mystery in Space #66–80 | ISBN 1-4012-0780-4     |
| Adam Strange Archives                        | 3      | 2008            | 1963–1964, 1967            | Mystery in Space #81–91; Hawkman #18; Strange Adventures #157 | ISBN 978-1401216610    |
| All-Star Comics Archives                     | 0      | 2005            | 1940                       | All-Star Comics #1–2 | ISBN 1-4012-0791-X     |
| All-Star Comics Archives                     | 1      | 1992            | 1940–1941                  | All-Star Comics #3–6 | ISBN 1-5638-9019-4     |
| All-Star Comics Archives                     | 2      | 1993            | 1941–1942                  | All-Star Comics #7–10 | ISBN 0-9302-8912-9     |
| All-Star Comics Archives                     | 3      | 1997            | 1942                       | All-Star Comics #11–14 | ISBN 1-5638-9370-3     |
| All-Star Comics Archives                     | 4      | 1998            | 1943                       | All-Star Comics #15–18 | ISBN 1-5638-9433-5     |
| All-Star Comics Archives                     | 5      | 1999            | 1943–1944                  | All-Star Comics #19–23 | ISBN 1-5638-9497-1     |
| All-Star Comics Archives                     | 6      | 2000            | 1945–1946                  | All-Star Comics #24–28 | ISBN 1-5638-9636-2     |
| All-Star Comics Archives                     | 7      | 2001            | 1946–1947                  | All-Star Comics #29–33 | ISBN 1-5638-9720-2     |
| All-Star Comics Archives                     | 8      | 2002            | 1947                       | All-Star Comics #34–38 | ISBN 1-5638-9812-8     |
| All-Star Comics Archives                     | 9      | 2003            | 1948                       | All-Star Comics #39–43 | ISBN 1-4012-0001-X     |
| All-Star Comics Archives                     | 10     | 2004            | 1949                       | All-Star Comics #44–49 | ISBN 1-4012-0159-8     |
| All-Star Comics Archives                     | 11     | 2005            | 1949–1951                  | All-Star Comics #50–57 | ISBN 1-4012-0403-1     |
| Aquaman Archives                             | 1      | 2003            | 1959–1960                  | Histórias do Aquaman da Adventure Comics #260–280, #282; Showcase #30–31 | ISBN 978-1563899430    |
| The Atom Archives                            | 1      | 2001            | 1961–1963                  | Showcase #34–36; The Atom #1–5 | ISBN 978-1563897177    |
| The Atom Archives                            | 2      | 2003            | 1963–1964                  | The Atom #6–13 | ISBN 978-1401200145    |
| Batman Archives                              | 1      | 1990            | 1939–1941                  | Histórias do Batman da Detective Comics #27–50 | ISBN 0-9302-8960-9     |
| Batman Archives                              | 2      | 1991            | 1941–1942                  | Histórias do Batman da Detective Comics #51–70 | ISBN 1-5638-9000-3     |
| Batman Archives                              | 3      | 1994            | 1943–1944                  | Histórias do Batman da Detective Comics #71–86 | ISBN 1-5638-9099-2     |
| Batman Archives                              | 4      | 1998            | 1944–1945                  | Histórias do Batman da Detective Comics #87–102 | ISBN 1-5638-9414-9     |
| Batman Archives                              | 5      | 2001            | 1945–1946                  | Histórias do Batman da Detective Comics #103–119 | ISBN 1-5638-9725-3     |
| Batman Archives                              | 6      | 2005            | 1947–1948                  | Histórias do Batman da Detective Comics #120–135 | ISBN 1-4012-0409-0     |
| Batman Archives                              | 7      | 2007            | 1948–1949                  | Histórias do Batman da Detective Comics #136–154 | ISBN 1-4012-1493-2     |
| Batman Archives                              | 8      | 2012            | 1950–1951                  | Histórias do Batman da Detective Comics #155–170 | ISBN 978-1401233761    |
| Batman: The Dark Knight Archives             | 1      | 1992            | 1940                       | Batman #1–4 | ISBN 1-5638-9050-X     |
| Batman: The Dark Knight Archives             | 2      | 1995            | 1941                       | Batman #5–8 | ISBN 1-5638-9183-2     |
| Batman: The Dark Knight Archives             | 3      | 2000            | 1942                       | Batman #9–12 | ISBN 1-5638-9615-X     |
| Batman: The Dark Knight Archives             | 4      | 2003            | 1942–1943                  | Batman #13–16 | ISBN 1-5638-9983-3     |
| Batman: The Dark Knight Archives             | 5      | 2006            | 1943                       | Batman #17–20 | ISBN 1-4012-0778-2     |
| Batman: The Dark Knight Archives             | 6      | 2009            | 1944                       | Batman #21–25 | ISBN 1-4012-2547-0     |
| Batman: The Dark Knight Archives             | 7      | 2010            | 1945                       | Batman #26–31 | ISBN 978-1401228941    |
| Batman: The Dark Knight Archives             | 8      | 2012            | 1945–1946                  | Batman #32–37 | ISBN 978-1401237448    |
| Batman: The Dynamic Duo Archives             | 1      | 2003            | 1964                       | Detective Comics #327–333; Batman #164–167 | ISBN 1-5638-9932-9     |
| Batman: The Dynamic Duo Archives             | 2      | 2006            | 1964–1965                  | Detective Comics #334–339; Batman #168–171 | ISBN 1-4012-0772-3     |
| Batman: The World's Finest Comics Archives   | 1      | 2002            | 1940–1944                  | Histórias do Batman da The New York World's Fair Comics #2; World's Best Comics #1; World's Finest Comics #2–16 | ISBN 1-5638-9819-5     |
| Batman: The World's Finest Comics Archives   | 2      | 2004            | 1945–1947                  | Histórias do Batman da World's Finest Comics #17–32 | ISBN 1-4012-0163-6     |
| Black Canary Archives                        | 1      | 2001            | 1947–1949, 1965, 1969–1972 | Histórias do Johnny Thunder e Canário Negro da Flash Comics #86–104; Comic Cavalcade #25; DC Special #3; Adventure Comics #399, #418–419; The Brave and the Bold #61–62 | ISBN 1-5638-9734-2     |
| Blackhawk Archives                           | 1      | 2001            | 1941–1943                  | Histórias do Falcão Negro da Military Comics #1–17 | ISBN 1-5638-9700-8     |
| The Brave and the Bold Team-Up Archives      | 1      | 2005            | 1963–1965                  | The Brave and the Bold #50–56, #59 | ISBN 1-4012-0405-8     |
| Challengers of the Unknown Archives          | 1      | 2003            | 1957–1958                  | Showcase #6–7, #11–12; Challengers of the Unknown #1–2 | ISBN 1-5638-9997-3     |
| Challengers of the Unknown Archives          | 2      | 2004            | 1958–1959                  | Challengers of the Unknown #3–8 | ISBN 1-4012-0153-9     |
| Comic Cavalcade Archives                     | 1      | 2005            | 1942–1943                  | Todas as histórias da Comic Cavalcade #1–3 | ISBN 1-4012-0658-1     |
| DC Comics Rarities Archives                  | 1      | 2004            | 1939–1940, 1944            | Todas as histórias da The New York World's Fair Comics #1–2; The Big All-American Comic Book #1 | ISBN 1-4012-0007-9     |
| Doom Patrol Archives                         | 1      | 2002            | 1963–1964                  | My Greatest Adventure #80–85; Doom Patrol #86–89 | ISBN 1-5638-9795-4     |
| Doom Patrol Archives                         | 2      | 2004            | 1964–1965                  | Doom Patrol #90–97 | ISBN 1-4012-0150-4     |
| Doom Patrol Archives                         | 3      | 2005            | 1965–1966                  | Doom Patrol #98–105; Challengers of the Unknown #48 | ISBN 1-4012-0766-9     |
| Doom Patrol Archives                         | 4      | 2008            | 1966–1967                  | Doom Patrol #106–113 | ISBN 978-1401216467    |
| Doom Patrol Archives                         | 5      | 2008            | 1967–1968                  | Doom Patrol #114–121 | ISBN 978-1401217204    |
| Elfquest Archives*                           | 1      | 2003            | 1978–1979                  | Elfquest #1–5 | ISBN 1-4012-0128-8     |
| Elfquest Archives*                           | 2      | 2005            | 1980–1981                  | Elfquest #6–10 | ISBN 1-4012-0129-6     |
| Elfquest Archives*                           | 3      | 2005            | 1981–1983                  | Elfquest #11–15 | ISBN 1-4012-0412-0     |
| Elfquest Archives*                           | 4      | 2007            | 1983–1984                  | Elfquest #16–20 | ISBN 1-4012-0773-1     |
| Enemy Ace Archives                           | 1      | 2002            | 1965, 1968                 | Histórias do Ás Inimigo da Our Army at War #151, #153, #155; Showcase #57–58; Star Spangled War Stories #138–142 | ISBN 978-1563898969    |
| Enemy Ace Archives                           | 2      | 2006            | 1969–1970, 1974, 1976      | Star-Spangled War Stories #143–145, #147–150, #152, #181–183, #200 | ISBN 978-1401207762    |
| The Flash Archives                           | 1      | 1996            | 1949, 1956–1959            | Flash Comics #104; Showcase #4, #8, #13–14; The Flash #105–108 | ISBN 978-1563891397    |
| The Flash Archives                           | 2      | 2000            | 1959–1960                  | The Flash #109–116 | ISBN 978-1563896064    |
| The Flash Archives                           | 3      | 2002            | 1960–1961                  | The Flash #117–124 | ISBN 978-1563897993    |
| The Flash Archives                           | 4      | 2006            | 1961–1962                  | The Flash #125–132 | ISBN 978-1401207717    |
| The Flash Archives                           | 5      | 2009            | 1962–1963                  | The Flash #133–141 | ISBN 1-4012-2151-3     |
| The Flash Archives                           | 6      | 2012            | 1964–1965                  | The Flash #142–150 | ISBN 978-1401235147    |
| Golden Age Doctor Fate Archives              | 1      | 2007            | 1940–1944                  | Histórias do Senhor Destino da More Fun Comics #55–98 | ISBN 1-4012-1348-0     |
| Golden Age Flash Archives                    | 1      | 1999            | 1940–1941                  | Histórias do Flash da Flash Comics #1–17 | ISBN 1-5638-9506-4     |
| Golden Age Flash Archives                    | 2      | 2005            | 1941                       | Histórias do Flash da Flash Comics #18–24; All-Flash Quarterly #1–2 | ISBN 1-4012-0784-7     |
| Golden Age Green Lantern Archives            | 1      | 1999            | 1940–1941                  | Histórias do Lanterna Verde da All-American Comics #16–30; Green Lantern #1 | ISBN 1-5638-9507-2     |
| Golden Age Green Lantern Archives            | 2      | 2002            | 1941–1942                  | Histórias do Lanterna Verde da All-American Comics #31–38; Green Lantern #2–3 | ISBN 1-5638-9794-6     |
| Golden Age Hawkman Archives                  | 1      | 2005            | 1940–1941                  | Histórias do Gavião Negro da Flash Comics #1–22 | ISBN 1-4012-0418-X     |
| Golden Age Sandman Archives                  | 1      | 2004            | 1939–1941                  | Histórias do Sandman da The New York World's Fair Comics #1–2; Adventure Comics #40–59 | ISBN 1-4012-0155-5     |
| Golden Age Spectre Archives                  | 1      | 2003            | 1940–1941                  | Histórias do Espectro da More Fun Comics #52–70 | ISBN 1-5638-9955-8     |
| Golden Age Starman Archives                  | 1      | 2000            | 1941–1942                  | Histórias do Starman da Adventure Comics #61–76 | ISBN 1-5638-9622-2     |
| Golden Age Starman Archives                  | 2      | 2009            | 1942–1944                  | Histórias do Starman da Adventure Comics #77–102 | ISBN 1-4012-2283-8     |
| Green Lantern Archives                       | 1      | 1993            | 1959–1961                  | Showcase #22–24; Green Lantern (vol. 2) #1–5 | ISBN 978-1563890871    |
| Green Lantern Archives                       | 2      | 1999            | 1961–1962                  | Green Lantern (vol. 2) #6–13 | ISBN 978-1563895661    |
| Green Lantern Archives                       | 3      | 2001            | 1962–1963                  | Green Lantern (vol. 2) #14–21 | ISBN 978-1563897139    |
| Green Lantern Archives                       | 4      | 2002            | 1963–1964                  | Green Lantern (vol. 2) #22–29 | ISBN 978-1563898112    |
| Green Lantern Archives                       | 5      | 2004            | 1964–1965                  | Green Lantern (vol. 2) #30–38 | ISBN 978-1401204044    |
| Green Lantern Archives                       | 6      | 2007            | 1965–1966                  | Green Lantern (vol. 2) #39–47 | ISBN 978-1401211899    |
| Green Lantern Archives                       | 7      | 2012            | 1966–1967                  | Green Lantern (vol. 2) #48–57 | ISBN 978-1401235130    |
| Hawkman Archives                             | 1      | 2000            | 1961–1964                  | The Brave and the Bold #34–36, #42–44; Mystery in Space #87–90 | ISBN 978-1563896118    |
| Hawkman Archives                             | 2      | 2004            | 1964–1965                  | Hawkman #1–8 | ISBN 978-1401201616    |
| The JSA All-Stars Archives                   | 1      | 2007            | 1940–1942                  | Johnny Thunder da Flash Comics #1–5; O Homem-Hora da Adventure Comics #48–52; O Átomo da All-American Comics #19–23; Escriba (estrelando Tornardo Vermelho) da All-American Comics #20–24; Doutor Meia-Noite da All-American Comics #25–29; Senhor Incrível da Sensation Comics #1–5; Pantera da Sensation Comics #1–5 | ISBN 978-1-4012-1472-2 |
| Justice League of America Archives           | 1      | 1992            | 1960–1961                  | The Brave and the Bold #28–30; Justice League of America #1–6 | ISBN 978-1563890437    |
| Justice League of America Archives           | 2      | 1993            | 1961–1962                  | Justice League of America #7–14 | ISBN 978-1563891199    |
| Justice League of America Archives           | 3      | 1994            | 1962–1963                  | Justice League of America #15–22 | ISBN 978-1563891595    |
| Justice League of America Archives           | 4      | 1998            | 1963–1964                  | Justice League of America #23–30 | ISBN 978-1563894121    |
| Justice League of America Archives           | 5      | 1999            | 1964–1965                  | Justice League of America #31–38, #40 | ISBN 978-1563895401    |
| Justice League of America Archives           | 6      | 2000            | 1965–1966                  | Justice League of America #41–47, #49–50 | ISBN 978-1563896255    |
| Justice League of America Archives           | 7      | 2001            | 1967–1968                  | Justice League of America #51–57, #59–60 | ISBN 978-1563897047    |
| Justice League of America Archives           | 8      | 2003            | 1968–1969                  | Justice League of America #61–66, #68–70 | ISBN 978-1563899775    |
| Justice League of America Archives           | 9      | 2004            | 1969–1970                  | Justice League of America #71–75, #77–80 | ISBN 978-1401204020    |
| Justice League of America Archives           | 10     | 2012            | 1970–1971                  | Justice League of America #81–93 | ISBN 978-1401234126    |
| Kamandi Archives                             | 1      | 2005            | 1972–1973                  | Kamandi, the Last Boy on Earth #1–10 | ISBN 978-1401204143    |
| Kamandi Archives                             | 2      | 2007            | 1973–1974                  | Kamandi, the Last Boy on Earth #11–20 | ISBN 978-1401212087    |
| The Legion of Super-Heroes Archives          | 1      | 1991            | 1958–1963                  | Histórias mostrando a Legião da Adventure Comics #247, #267, #282, #290, #293, #300–305; Action Comics #267, #276, #287, #289; Superboy #86, #89, #98; Superman #147, Annual #4 | ISBN 978-1563890208    |
| The Legion of Super-Heroes Archives          | 2      | 1992            | 1963–1964                  | Adventure Comics #306–317; Superman's Pal Jimmy Olsen #72; Superman Annual #4 | ISBN 978-1563890574    |
| The Legion of Super-Heroes Archives          | 3      | 1993            | 1964                       | Adventure Comics #318–328; Superman's Pal Jimmy Olsen #76; Superboy #117 | ISBN 978-1563891021    |
| The Legion of Super-Heroes Archives          | 4      | 1994            | 1965                       | Adventure Comics #329–339; Superboy #124–125 | ISBN 978-1563891236    |
| The Legion of Super-Heroes Archives          | 5      | 1994            | 1966                       | Adventure Comics #340–349 | ISBN 978-1563891540    |
| The Legion of Super-Heroes Archives          | 6      | 1996            | 1966–1967                  | Adventure Comics #350–358 | ISBN 978-1563892776    |
| The Legion of Super-Heroes Archives          | 7      | 1997            | 1967–1968                  | Adventure Comics #359–367; Superman's Pal Jimmy Olsen #106 | ISBN 978-1563893988    |
| The Legion of Super-Heroes Archives          | 8      | 1998            | 1968                       | Adventure Comics #368–376; Superboy #147 | ISBN 978-1563894305    |
| The Legion of Super-Heroes Archives          | 9      | 1999            | 1969–1970                  | Adventure Comics #377–380; Action Comics #377–392 | ISBN 978-1563895142    |
| The Legion of Super-Heroes Archives          | 10     | 2000            | 1971–1974                  | Adventure Comics #403; Superboy #172–173, #183–184, #188, #190–191, #193, #195, #197–202 | ISBN 978-1563896286    |
| The Legion of Super-Heroes Archives          | 11     | 2001            | 1974–1975                  | Superboy #203–212 | ISBN 978-1563897306    |
| The Legion of Super-Heroes Archives          | 12     | 2003            | 1975–1976                  | Superboy #213–223; Karate Kid #1 | ISBN 978-1563899614    |
| The Legion of Super-Heroes Archives          | 13     | 2012            | 1976–1977                  | Superboy #224–233; DC Special #28 | ISBN 978-1401234393    |
| The Mad Archives*                            | 1      | 2002            | 1952–1953                  | Mad #1–6 | ISBN 978-1563898167    |
| The Mad Archives*                            | 2      | 2007            | 1953–1954                  | Mad #7–12 | ISBN 978-1401213886    |
| The Mad Archives*                            | 3      | 2012            | 1954                       | Mad #13–18 | ISBN 978-1401234270    |
| The Mad Archives*                            | 4      | 2012            | 1955                       | Mad #19–24 | ISBN 978-1401237615    |
| Metal Men Archives                           | 1      | 2006            | 1962–1963                  | Showcase #37–40; Metal Men #1–5 | ISBN 1-4012-0774-X     |
| Metal Men Archives                           | 2      | 2013            | 1964–1966                  | Metal Men #6–20 | ISBN 978-1401238674    |
| The New Teen Titans Archives                 | 1      | 1999            | 1980–1981                  | DC Comics Presents #26; The New Teen Titans #1–8 | ISBN 1-5638-9485-8     |
| The New Teen Titans Archives                 | 2      | 2004            | 1981–1982                  | The New Teen Titans #9–16; Best of DC #18 | ISBN 1-5638-9951-5     |
| The New Teen Titans Archives                 | 3      | 2006            | 1982                       | The New Teen Titans #17–20; Tales of the New Teen Titans #1–4 | ISBN 1-4012-1144-5     |
| The New Teen Titans Archives                 | 4      | 2008            | 1982                       | The New Teen Titans #21–27, Annual #1 | ISBN 1-4012-1959-4     |
| Plastic Man Archives                         | 1      | 1998            | 1941–1943                  | Histórias do Homem-Borracha da Police Comics #1–20 | ISBN 1-5638-9468-8     |
| Plastic Man Archives                         | 2      | 2000            | 1943–1944                  | Police Comics #21–30; Plastic Man #1 | ISBN 1-5638-9621-4     |
| Plastic Man Archives                         | 3      | 2001            | 1944–1945                  | Police Comics #31–39; Plastic Man #2 | ISBN 1-5638-9847-0     |
| Plastic Man Archives                         | 4      | 2003            | 1945                       | Police Comics #40–49; Plastic Man #3 | ISBN 1-5638-9835-7     |
| Plastic Man Archives                         | 5      | 2003            | 1946                       | Police Comics #50–58; Plastic Man #4 | ISBN 1-5638-9986-8     |
| Plastic Man Archives                         | 6      | 2004            | 1946–1947                  | Police Comics #59–65; Plastic Man #5–6 | ISBN 1-4012-0154-7     |
| Plastic Man Archives                         | 7      | 2005            | 1947                       | Police Comics #66–71; Plastic Man #7–8 | ISBN 1-4012-0413-9     |
| Plastic Man Archives                         | 8      | 2006            | 1947–1948                  | Police Comics #72–77; Plastic Man #9–10 | ISBN 1-4012-0777-4     |
| Robin Archives                               | 1      | 2005            | 1947–1948                  | Histórias do Robin da Star-Spangled Comics #65–85 | ISBN 1-4012-0415-5     |
| Robin Archives                               | 2      | 2010            | 1948–1950                  | Histórias do Robin da Star Spangled Comics #86–105 | ISBN 1-4012-2625-6     |
| Seven Soldiers of Victory Archives           | 1      | 2005            | 1941–1942                  | Leading Comics #1–4 | ISBN 1-4012-0401-5     |
| Seven Soldiers of Victory Archives           | 2      | 2007            | 1942–1943                  | Leading Comics #5–8 | ISBN 1-4012-1308-1     |
| Seven Soldiers of Victory Archives           | 3      | 2008            | 1943–1945                  | Leading Comics #9–14 | ISBN 978-1401216948    |
| Sgt. Rock Archives                           | 1      | 2002            | 1959–1960                  | G.I. Combat #68; Our Army at War #81–96 | ISBN 978-1563898419    |
| Sgt. Rock Archives                           | 2      | 2003            | 1960–1961                  | Our Army at War #97–110 | ISBN 978-1401201463    |
| Sgt. Rock Archives                           | 3      | 2005            | 1961–1962                  | Our Army at War #111–125 | ISBN 978-1401204105    |
| Sgt. Rock Archives                           | 4      | 2012            | 1962–1963                  | Our Army at War #126–137 & Showcase #45 | ISBN 978-1401237264    |
| The Shazam! Archives                         | 1      | 1992            | 1940–1941                  | Flash Comics (ashcan) #1; Thrill Comics (ashcan) #1; Whiz Comics #2–15 | ISBN 978-1563890536    |
| The Shazam! Archives                         | 2      | 1999            | 1941                       | Special Edition Comics #1; Captain Marvel Adventures #1; Whiz Comics #15–20 | ISBN 978-1563895210    |
| The Shazam! Archives                         | 3      | 2002            | 1941                       | America's Greatest Comics #1; Captain Marvel Adventures #2–3; Whiz Comics #21–24 | ISBN 978-1563898327    |
| The Shazam! Archives                         | 4      | 2003            | 1941–1942                  | Captain Marvel Adventures #4–5; Master Comics #21–22; Whiz Comics #25; America's Greatest Comics #2 | ISBN 978-1401201609    |
| The Shazam! Family Archives                  | 1      | 2006            | 1942                       | Master Comics #23–32; Captain Marvel Jr. #1; Captain Marvel Adventures #18 | ISBN 978-1401207793    |
| Will Eisner's The Spirit Archives*           | 1      | 2000            | 1940                       | 02/06/1940 – 29/12/1940 | ISBN 1-5638-9673-7     |
| Will Eisner's The Spirit Archives*           | 2      | 2000            | 1941                       | 05/01/1941 – 29/06/1941 | ISBN 1-5638-9675-3     |
| Will Eisner's The Spirit Archives*           | 3      | 2001            | 1941                       | 06/07/1941 – 28/12/1941 | ISBN 1-5638-9676-1     |
| Will Eisner's The Spirit Archives*           | 4      | 2001            | 1942                       | 04/01/1942 – 28/06/1942 | ISBN 1-5638-9714-8     |
| Will Eisner's The Spirit Archives*           | 5      | 2001            | 1942                       | 05/07/1942 – 27/12/1942 | ISBN 1-5638-9731-8     |
| Will Eisner's The Spirit Archives*           | 6      | 2001            | 1943                       | 03/01/1943 – 27/06/1943 | ISBN 1-5638-9744-X     |
| Will Eisner's The Spirit Archives*           | 7      | 2002            | 1943                       | 04/07/1943 – 26/12/1943 | ISBN 1-5638-9807-1     |
| Will Eisner's The Spirit Archives*           | 8      | 2002            | 1944                       | 02/01/1944 – 25/06/1944 | ISBN 1-5638-9820-9     |
| Will Eisner's The Spirit Archives*           | 9      | 2002            | 1944                       | 02/07/1944 – 31/12/1944 | ISBN 1-5638-9836-5     |
| Will Eisner's The Spirit Archives*           | 10     | 2003            | 1945                       | 07/01/1945 – 24/06/1945 | ISBN 1-5638-9962-0     |
| Will Eisner's The Spirit Archives*           | 11     | 2003            | 1945                       | 01/07/1945 – 30/12/1945 | ISBN 1-5638-9989-2     |
| Will Eisner's The Spirit Archives*           | 12     | 2003            | 1946                       | 06/01/1946 – 30/06/1946 | ISBN 1-4012-0006-0     |
| Will Eisner's The Spirit Archives*           | 13     | 2004            | 1946                       | 07/07/1946 – 29/12/1946 | ISBN 1-4012-0149-0     |
| Will Eisner's The Spirit Archives*           | 14     | 2004            | 1947                       | 05/01/1947 – 29/06/1947 | ISBN 1-4012-0158-X     |
| Will Eisner's The Spirit Archives*           | 15     | 2004            | 1947                       | 06/07/1947 – 28/12/1947 | ISBN 1-4012-0162-8     |
| Will Eisner's The Spirit Archives*           | 16     | 2005            | 1948                       | 04/01/1948 – 27/06/1948 | ISBN 1-4012-0406-6     |
| Will Eisner's The Spirit Archives*           | 17     | 2005            | 1948                       | 04/07/1948 – 26/12/1948 | ISBN 1-4012-0417-1     |
| Will Eisner's The Spirit Archives*           | 18     | 2006            | 1949                       | 02/01/1949 – 26/06/1949 | ISBN 1-4012-0769-3     |
| Will Eisner's The Spirit Archives*           | 19     | 2006            | 1949                       | 03/07/1949 – 25/12/1949 | ISBN 1-4012-0775-8     |
| Will Eisner's The Spirit Archives*           | 20     | 2006            | 1950                       | 01/01/1950 – 25/06/1950 | ISBN 1-4012-0781-2     |
| Will Eisner's The Spirit Archives*           | 21     | 2007            | 1950                       | 02/07/1950 – 31/12/1950 | ISBN 978-1-4012-1254-4 |
| Will Eisner's The Spirit Archives*           | 22     | 2007            | 1951                       | 07/01/1951 – 24/06/1951 | ISBN 978-1-4012-1309-1 |
| Will Eisner's The Spirit Archives*           | 23     | 2007            | 1951                       | 01/07/1951 – 30/12/1951 | ISBN 978-1-4012-1511-8 |
| Will Eisner's The Spirit Archives*           | 24     | 2008            | 1952                       | 06/01/1952 – 05/10/1952 | ISBN 1-4012-1698-6     |
| Will Eisner's The Spirit Archives*           | 25     | 2008            | 1941–1944                  | 13/10/1941 – 1103//1944 (tira cômica diária) | ISBN 978-1-4012-1856-0 |
| Will Eisner's The Spirit Archives*           | 26     | 2009            | 1952-anos de 2000          | Todos as histórias que Will Eisner desenhou pós-1952, e a maioria das capas das novas obras, illos e pinups (tirando aqueles que Eisner fez para Warren Magazines). | ISBN 1-4012-1974-8     |
| Sugar and Spike Archives                     | 1      | 2011            | 1956                       | Sugar and Spike #1–10 | ISBN 978-1401231125    |
| Supergirl Archives                           | 1      | 2001            | 1948, 1959–1960            | Supergirl stories da Action Comics #123, #252–268 | ISBN 978-1563897375    |
| Supergirl Archives                           | 2      | 2003            | 1960–1962                  | Supergirl stories da Action Comics #269–285 | ISBN 978-1401200008    |
| Superman Archives                            | 1      | 1989            | 1939–1940                  | Superman #1–4 | ISBN 0-9302-8947-1     |
| Superman Archives                            | 2      | 1990            | 1940                       | Superman #5–8 | ISBN 0-9302-8976-5     |
| Superman Archives                            | 3      | 1991            | 1941                       | Superman #9–12 | ISBN 1-5638-9002-X     |
| Superman Archives                            | 4      | 1994            | 1941–1942                  | Superman #13–16 | ISBN 1-5638-9107-7     |
| Superman Archives                            | 5      | 2000            | 1942                       | Superman #17–20 | ISBN 1-5638-9602-8     |
| Superman Archives                            | 6      | 2003            | 1943                       | Superman #21–24 | ISBN 1-5638-9969-8     |
| Superman Archives                            | 7      | 2006            | 1943–1944                  | Superman #25–29 | ISBN 1-4012-1051-1     |
| Superman Archives                            | 8      | 2010            | 1944–1945                  | Superman #30–35 | ISBN 978-1401228859    |
| Superman: The Action Comics Archives         | 1      | 1997            | 1938–1939                  | Histórias do Superman da Action Comics #1–20 | ISBN 1-5638-9335-5     |
| Superman: The Action Comics Archives         | 2      | 1998            | 1940–1941                  | Histórias do Superman da Action Comics #21–36 | ISBN 1-5638-9426-2     |
| Superman: The Action Comics Archives         | 3      | 2001            | 1941–1942                  | Histórias do Superman da Action Comics #37–52 | ISBN 1-5638-9710-5     |
| Superman: The Action Comics Archives         | 4      | 2005            | 1942–1943                  | Histórias do Superman da Action Comics #53–68 | ISBN 1-4012-0408-2     |
| Superman: The Action Comics Archives         | 5      | 2007            | 1944–1945                  | Histórias do Superman da Action Comics #69–85 | ISBN 1-4012-1188-7     |
| Superman: The Man of Tomorrow Archives       | 1      | 2004            | 1958                       | Histórias do Superman da Action Comics #241–247; Superman #122–126 | ISBN 1-4012-0156-3     |
| Superman: The Man of Tomorrow Archives       | 2      | 2006            | 1959                       | Histórias do Superman da Action Comics #248–254; Superman #127–131 | ISBN 1-4012-0767-7     |
| Superman: The Man of Tomorrow Archives       | 3      | 2014            | 1959–1960                  | Histórias do Superman da Action Comics #255–266; Superman #132–139 | ISBN 1-4012-4107-7     |
| Superman: The World's Finest Comics Archives | 1      | 2004            | 1939–1944                  | Histórias do Superman da The New York World's Fair Comics #1–2; World's Best Comics #1; World's Finest Comics #2–15 | ISBN 1-4012-0151-2     |
| Superman: The World's Finest Comics Archives | 2      | 2009            | 1945–1948                  | Histórias do Superman da World's Finest Comics #17–32 | ISBN 1-4012-2470-9     |
| Superman's Girl Friend, Lois Lane            | 1      | 2011            | 1957–1959                  | Reedições das histórias reunidas da Showcase #9–10 e Superman's Girl Friend, Lois Lane #1–8 | ISBN 978-1401233150    |
| The Silver Age Teen Titans Archives          | 1      | 2003            | 1964–1966                  | The Brave and the Bold #54, #60; Showcase #59; Teen Titans #1–5 | ISBN 978-1-4012-0071-8 |
| The Silver Age Teen Titans Archives          | 2      | 2013            | 1966–1969                  | Teen Titans #6–20; The Brave and the Bold #83 | ISBN 978-1-4012-4105-6 |
| T.H.U.N.D.E.R. Agents Archives*              | 1      | 2002            | 1965–1966                  | T.H.U.N.D.E.R. Agents #1–4 | ISBN 1-5638-9903-5     |
| T.H.U.N.D.E.R. Agents Archives*              | 2      | 2003            | 1966                       | T.H.U.N.D.E.R. Agents #5–7; Dynamo #1 | ISBN 1-5638-9970-1     |
| T.H.U.N.D.E.R. Agents Archives*              | 3      | 2003            | 1966                       | T.H.U.N.D.E.R. Agents #8–10; Dynamo #2 | ISBN 1-4012-0015-X     |
| T.H.U.N.D.E.R. Agents Archives*              | 4      | 2004            | 1966–1967                  | T.H.U.N.D.E.R. Agents #11; Dynamo #3; Noman #1–2 | ISBN 1-4012-0152-0     |
| T.H.U.N.D.E.R. Agents Archives*              | 5      | 2004            | 1967                       | T.H.U.N.D.E.R. Agents #12–14; Dynamo #4 | ISBN 1-4012-0164-4     |
| T.H.U.N.D.E.R. Agents Archives*              | 6      | 2005            | 1967–1969                  | T.H.U.N.D.E.R. Agents #15–20 | ISBN 1-4012-0416-3     |
| T.H.U.N.D.E.R. Agents Archives*              | 7      | 2011            | 1984–1986                  | T.H.U.N.D.E.R. Agents #1–5 (Série Deluxe Comics) | ISBN 978-1401231484    |
| Wonder Woman Archives                        | 1      | 1998            | 1941–1942                  | All-Star Comics #8; Sensation Comics #1–12; Wonder Woman #1 | ISBN 1-5638-9402-5     |
| Wonder Woman Archives                        | 2      | 2000            | 1943                       | Wonder Woman #2–4; Sensation Comics #13–17 | ISBN 978-1563895944    |
| Wonder Woman Archives                        | 3      | 2002            | 1943                       | Wonder Woman #5–7; Sensation Comics #18–24 | ISBN 1-5638-9814-4     |
| Wonder Woman Archives                        | 4      | 2003            | 1944                       | Wonder Woman #8–9; Sensation Comics #25–32 | ISBN 1-4012-0145-8     |
| Wonder Woman Archives                        | 5      | 2007            | 1944–1945                  | Wonder Woman #10–12; Sensation Comics #33–40 | ISBN 1-4012-1270-0     |
| Wonder Woman Archives                        | 6      | 2010            | 1945–1946                  | Wonder Woman #13–15; Sensation Comics #41–48 | ISBN 978-1401227340    |
| Wonder Woman Archives                        | 7      | 2012            | 1946                       | Wonder Woman #16–18; Sensation Comics #49–57 | ISBN 978-1401237431    |
| Wonder Woman: The Amazon Princess Archives   | 1      | 2013            | 1958–1959                  | Wonder Woman #98–110 | ISBN 978-1401238650    |
| World's Finest Comics Archives               | 1      | 1999            | 1952, 1954–1956            | Team-ups do Superman e Batman da Superman #76; World's Finest Comics #71–85 | ISBN 1-5638-9488-2     |
| World's Finest Comics Archives               | 2      | 2001            | 1957–1959                  | Team-ups do Superman e Batman da World's Finest Comics #86–101 | ISBN 1-5638-9743-1     |
| World's Finest Comics Archives               | 3      | 2005            | 1959–1961                  | Team-ups do Superman e Batman da World's Finest Comics #102–116 | ISBN 1-4012-0411-2     |

* séries não-DC Archive Edition